# Агрименсор
Агриме́нсор (лат. agrimensor; лат. Gromatici) — древнеримский землемер.
У древних римлян измерение полей и пашен долгое время было специальным искусством землемеров (finitores, metatores, mensores), которые к концу республики соединились в отдельную корпорацию. Во времена империи, когда само имя Агрименсор (mensores agrarii, agrimensores) и Громатик (gromaticus, по названию геодезического инструмента грома) было почётным, они сделались государственными чиновниками, которые образовали многочисленное и сильное сословие.
Кроме собственно геометрических операций, как измерения, установки граничных камней, съёмки планов и ведение межевой книги, они должны были высказывать свои мнения в юридических вопросах, возникавших по поводу земельной собственности, и при спорах, в которых был замешан вопрос о границах, исполняли обязанности земского судьи. Познания, нужные для них, состоявшие из смеси геометрических, юридических и религиозных понятий, заимствованных отчасти из учения авгуров, преподавались во времена империи в особых школах. Преподавание вело за собой образование особой системы и своеобразной литературы, от которой до нас дошли только отрывочные фрагменты I–VI веков.
Старейший из агрименсоров-писателей был Секст Юлий Фронтин. Кроме того, имеются произведения Бальба, Гигина Громатика, Сикула Флакка, а в позднейшее время Марка Юния Нипса (Marcus Iunius Nipsus), Иннокентия и Аггена Урбика.

## Тексты и переводы
- Собрание латинских текстов в 2 т.: Die Schriften der römischen Feldmesser Bd. I. 1848; Bd. II. 1852).
- Переводы отрывков, выполненные И. А. Гвоздевой. // История Древнего Рима. Тексты и документы: Учебное пособие. Ч. 1. М., 2004. С. 255—268. Ч. 2. С.28-44:
  - Юлий Фронтин, «О типе полей», «О лимитах», «Об искусстве межевания»; Гигин Старший, «О лимитах», «О статусе полей», Сикул Флакк, «О статусе полей» (ч. 1, с. 259—262);
  - Гигин Младший. «Устройство лимитов» (ч. 1, с. 262—268);
  - Юлий Фронтин, «О контроверсиях» (ч. 2, с.28-31);
  - Гигин Старший, «О видах контроверсий» (ч. 2, с.31-35);
  - Сикул Флакк «О статусе полей» (ч. 2, с.35-39);
  - Агений Урбик, «О контроверсиях по поводу полей» (ч. 2, с.39-44, пер. И. А. Гвоздевой и М. В. Дурново).
- В серии «Collection Budé» начато издание: Les Arpenteurs romains.
  - T. I: Hygin le gromatique — Frontin. Texte établi et traduit par J.-Y. Guillaumin. 2005. 336 p.
  - T.II: Hygin — Siculus Flaccus. Texte établi et traduit par Jean-Yves Guillaumin. 2010. XXXIII — 251 p.